# Maurice de Bunsen
Sir Maurice de Bunsen, 1. baronet (anglicky Sir Maurice William Ernset de Bunsen, 1st Baronet Bunsen of Abbey Lodge) (8. ledna 1852 – 21. února 1932) byl britský diplomat. Ve službách ministerstva zahraničí působil od roku 1877 a zastával řadu funkcí na diplomatických zastoupeních v Evropě i v zámoří. Jako britský velvyslanec ve Vídni (1913–1914) byl aktérem červencové krize v roce 1914, po přerušení diplomatických styků se vrátil do Anglie, ale uplatnil se ještě během první světové války. V roce 1919 byl penzionován s šlechtickým titulem baroneta.

## Životopis

Maurice de Bunsen jako účastník atentátu na španělského krále Alfonse XIII. a jeho manželku Viktorii v Madridu (1906)

Byl vnukem pruského diplomata Karla von Bunsen (1791–1860), který dlouhodobě působil ve Velké Británii a usadil se zde. Maurice se narodil jako mladší syn spisovatele Ernesta de Bunsen (1819–1903), po matce Elizabeth pocházel z anglické bankéřské rodiny Gurney. Po studiích v Oxfordu vstoupil v roce 1877 do diplomatických služeb a začínal na nižších postech na různých vyslanectvích. Jeho mentorem byl Richard Lyons a Maurice de Bunsen tak patřil ke skupině mladých diplomatů označovaných jako lyonská škola. V letech 1891–1894 byl tajemníkem vyslanectví v Tokiu a poté zastával funkci generálního konzula v Siamu (1894–1897). Po návratu do Evropy působil jako chargé d'affaires v Istanbulu (1897–1902) a poté byl velvyslaneckým radou v Paříži (1902–1905). V letech 1905–1906 byl krátce zplnomocněným ministrem v Lisabonu a v letech 1906–1913 velvyslancem ve Španělsku. Jako velvyslanec byl v roce 1906 zároveň jmenován členem Tajné rady.

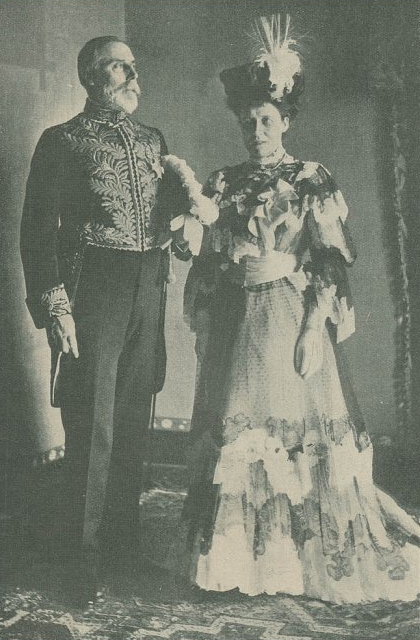
Sir Maurice de Bunsen s manželkou (1905)

Krátce před první světovou válkou byl britským velvyslancem ve Vídni (1913–1914), kde sehrál důležitou úlohu v červenci 1914, kdy sondoval cíle Rakouska-Uherska vůči Srbsku. Při této příležitosti také navštívil rakousko-uherského ministra zahraničí Leopolda Berchtolda na jeho soukromém sídle v Buchlovicích. Po vypuknutí války a přerušení diplomatických styků se vrátil do Londýna. V roce 1915 byl jmenován předsedou vládní komise (De Bunsenova komise), která měla definovat britskou zahraniční politiku na Blízký východ především ve vztahu k Osmanské říši, v roce 1918 ještě vedl mimořádnou diplomatickou misi do jižní Ameriky. V roce 1919 opustil diplomatické služby a odešel do soukromí. Téhož roku získal titul baroneta (1919). Za zásluhy byl nositelem Řádu lázně, velkokříže Řádu sv. Michala a sv. Jiří a velkokříže Viktoriina řádu.
Jeho manželkou byla Bertha Mary Lowry-Corry (1869–1954) z irského šlechtického rodu hrabat z Belmore. Měli spolu čtyři dcery, takže Mauricovým úmrtím titul baroneta zanikl.